# Danduti
Danduti – plemię germańskie, według opisu Germanii stworzonej przez Klaudiusza Ptolemeusza graniczące z Semnonami i Silingami